# Жариков, Вилен Андреевич
Виле́н Андре́евич Жа́риков (20 сентября 1926, Москва — 29 июля 2006, Москва) — советский и российский геолог, действительный член Академии наук СССР (1987).

## Биография
Вилен Андреевич Жариков родился в Москве. В 1944 году Жариков поступил в Московский горный институт, но в 1948 он перешёл в Московский геологоразведочный институт им. С.Орджоникидзе, выпускником которого Жариков стал в 1950 году. Преддипломную практику Вилен Андреевич проходил у Дмитрия Сергеевича Коржинского.
С 1951 по 1954 годы проходил аспирантуру в Институте геологических наук АН СССР. В 1955 году защитил диссертацию на соискание учёной степени кандидата геолого-минералогических наук. В 1966 году защитил докторскую диссертацию. 28 ноября 1972 года был избран членом-корреспондентом АН СССР по специальности «экспериментальная минералогия».
С 1969 по 1979 годы был заместителем директора Института экспериментальной минералогии АН СССР, затем с 1979 по 2006 годы — директором того же института. Заведующий кафедрой геохимии геологического факультета МГУ (1982—2006). 23 декабря 1987 года был избран академиком АН СССР по специальности «минералогия и петрология».
В. А. Жариков умер 29 июля 2006 года в городе Москве. Похоронен на Новодевичьем кладбище.

## Личная жизнь
Был женат, последней женой являлась Румянцева О. П.

## Научная деятельность
Занимался исследованиями в различных областях физической геохимии. Автор более 400 научных работ, среди которых 9 монографий, а также учебника «Физико-химическая петрология». Является одним из основателей физико-химической геологии.

## Основные работы
- Метасоматизм и другие вопросы физико-химической петрологии. М., 1968 (в соавт.);
  - Метасоматизм и метасоматические породы = Metasomatism and metasomatic rocks / В. А. Жариков, В. Л. Русинов, А. А. Маракушев и др.; Отв. ред.: В. А. Жариков, В. Л. Русинов; РАН. Ин-т геологии руд. месторождений, петрографии, минералогии и геохимии. Секция по метасоматизму при Совете по рудообразованию и металлогении ОГГГГН РАН. — М. : Науч. мир, 1998. — 489 с., [2] л. портр., табл. : ил., табл.; 21 см; ISBN 5-89176-038-X
- Минеральные равновесия в системе K2O-Al2O3-SiO2-H2O / В. А. Жариков, И. П. Иванов, В. И. Фонарёв. — Москва : Наука, 1972. — 160 с. : ил.; 21 см;
- Скарновые месторождения / В. А. Жариков, Я. П. Баклаев, Ю. А. Полтавец и др. ; отв. ред. Д. С. Коржинский. — Москва : Наука, 1985. — 248 с., 4 л. ил. : ил.; 21 см.
- «Приоритетные направления научных исследований в области геологических, геохимических, геофизических и горных наук по изучению, освоению и сбережению недр России» (соавт., 1996)
- «Экспериментальное и теоретическое моделирование процессов минералообразования» (соавт., 1998)
- «Метасоматизм и метасоматические породы» (соавт., 1998),

### Учебные пособия
- Основы физико-химической петрологии : [Учеб. пособие для геол. специальностей вузов] / В. А. Жариков. — Москва : Изд-во Моск. ун-та, 1976. — 420 с. : ил.; 22 см.
- Основы физической геохимии : учебник для студентов высших учебных заведений по специальности 011300 «Геохимия» / В. А. Жариков. — 2-е изд., испр. и доп. — Москва : Изд-во Московского университета : Наука, 2005. — 653, [1] с. : ил., табл.; 22 см. — (Классический университетский учебник / Моск. гос. ун-т им. М. В. Ломоносова).; ISBN 5-211-04849-0

### Избранные труды
- Жариков, Вилен Андреевич. Избранные труды : в 2 т. / В. А. Жариков ; Рос. акад. наук, Ин-т экспериментальной минералогии. — Москва : Наука, 2011—2012. — 25 см.
  - Т. 1. — 2011. — 399, [1] с., [11] л. портр. : ил., табл.; ISBN 978-5-02-036948-1
  - Т. 2. — 2012. — 349, [2] с., [1] л. портр. : ил., табл.; ISBN 978-5-02-036949-8

## Награды, премии и почётные звания
- Премия Президиума АН СССР (1955);
- Орден «Знак Почёта» (1971)[5];
- Орден Трудового Красного Знамени (1975)[5];
- Государственная премия СССР (1975)[5];
- Орден Трудового Красного Знамени (1981)[5];
- Орден Октябрьской Революции (1986)[5];
- Звание «Почётный разведчик недр» (1986)[5];
- Премия им. Д. С. Коржинского (1995)[5];
- Премии им. М. В. Ломоносова за научную деятельность (1996)[5];
- Орден «За заслуги перед Отечеством» 3 степени (1996)[6];
- Премия им. М. В. Ломоносова за педагогическую деятельность (2006; посмертно)[7];

## Память

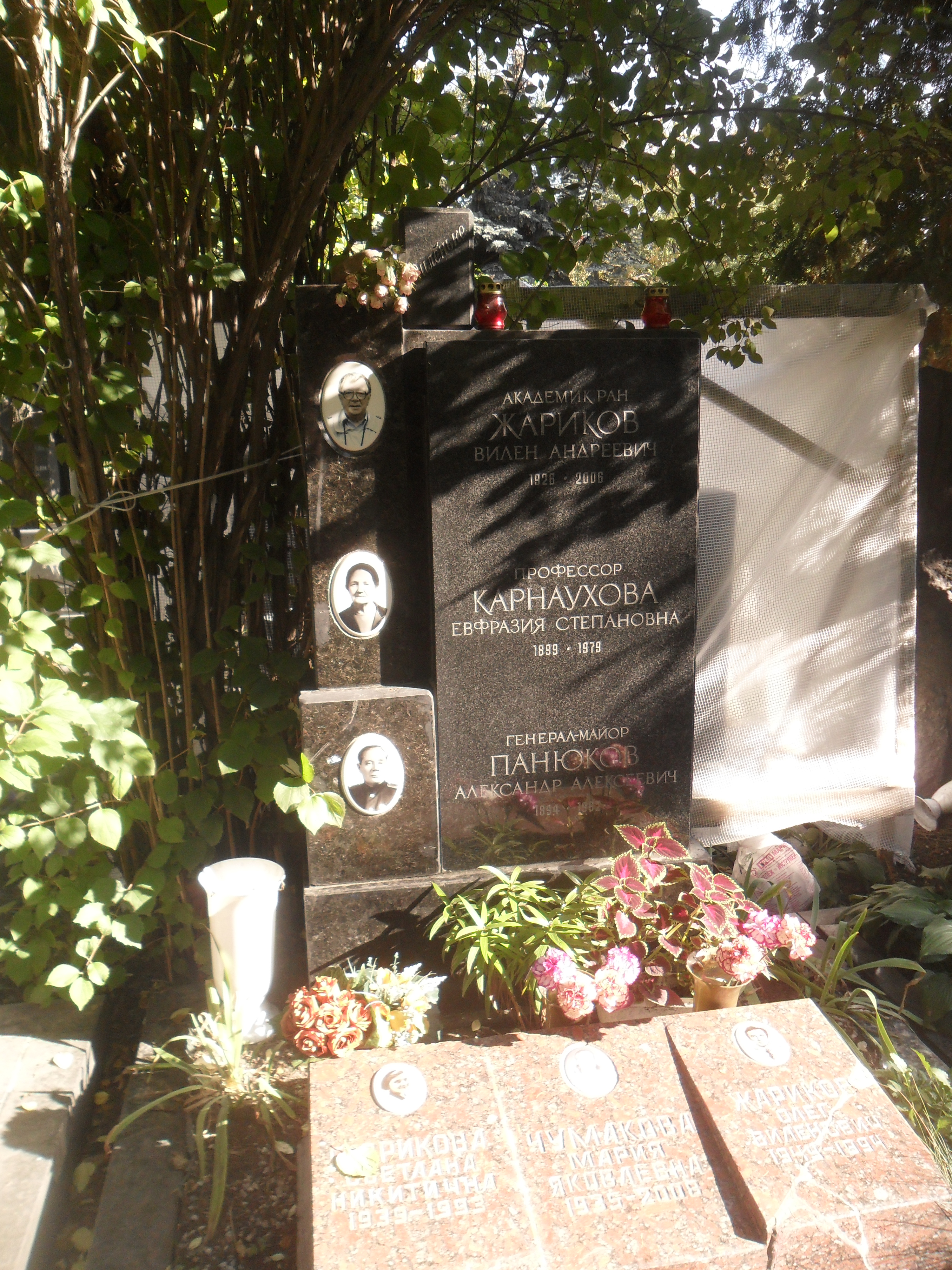
Могила Жарикова на Новодевичьем кладбище Москвы.

20 сентября 2011 года в память о Вилене Андреевиче Жарикове в здании Института экспериментальной минералогии РАН прошли Третьи научные чтения по теме «Теоретические и экспериментальные исследования рудоносности магматизма».